# نور الدين الأزرق
نور الدين الأزرق هو سياسي مغربي، ولد في 25 أبريل 1957 في مدينة فاس؛ تم انتخابه عمدة سلا في 23 يونيو 2009.

## حياته
ولد نور الدين الأزرق بحومة (حي) سانية بن خضراء بالمدينة العتيقة لسلا، ثم رحل إلى الطالبية ومول الكمري. درس بثانوية البلاطو ببطانة « تخصص علوم تجريبية». قبل أن يصبح عمدة لسلا عقب الانتخابات الجماعية المغربية 2009، كان يعمل طبيبا بالقطاع العام، تخصص الجهاز الهضمي.